# 잭 러블록
닥터 존 에드워드 "잭" 러블록 (Dr. John Edward "Jack" Lovelock, 1910년 1월 5일 ~ 1949년 12월 28일)은 뉴질랜드의 육상 선수로 1936년 베를린 올림픽에서 1500m를 우승하였다.

## 생애
캔터버리 지방 티마루의 크러싱턴에서 잉글랜드 이민자의 아들로 태어난 러블록은 소년으로서 다수의 스포츠 재능을 가졌다.
티마루 남자 고등학교에서 육상, 수영, 테니스, 럭비와 크리켓을 활약하고, 1930년 오타고 대학교에서 의학을 수학하는 동안에 뉴질랜드 AAA 마일 선수권에서 4위를 하였다.
1931년 로즈 장학금이 수여되어 영국으로 건너가 옥스퍼드 대학교의 엑시터 칼리지에서 수학하였다. 거기서 옥스퍼드 육상 클럽을 위하여 나가면서 4분 12.0초의 영국 참가자 마일 기록과 1320 야드를 위한 3분 02.4초의 세계 기록을 세웠다.
1932년 로스앤젤레스 올림픽에 나간 후, 옥스퍼드 대 프린스턴/코넬 대회에서 러블록은 4분 07.6초와 함께 마일의 세계 기록을 깼다.
1934년 런던에서 열린 코먼웰스 게임에서 마일 종목을 우승하고, 1936년 베를린 올림픽에서 우승 후보였다. 베를린에서 그는 위대한 1500m 경주들 중의 하나에서 3분 47.8초와 함께 세계 기록을 깨고 금메달을 획득하였다.
러블록은 의학 학위와 함께 옥스퍼드를 졸업하고, 제2차 세계 대전 동안 왕립 군의 의무단에 복무한 후 미국에 정착하여 뉴욕의 병원에서 특수 진단을 실습하였다.
1949년 12월 28일 브루클린에서 어지러운 상태를 겪어 지하철에 떨어져 교통사고로 사망하였다.